# سعید حجاریان
سعید حجاریان کاشانی (در وزارت اطلاعات جمهوری اسلامی با نام مستعار سعید مظفری و در برخی از مطبوعات، با نام جهانگیر صالح‌پور)، از فعالان امنیتی سابق و سیاسی کنونی است. وی از اعضای دفتر مرکزی حزب جبهه مشارکت ایران اسلامی و از چهره‌های مطرح جنبش دوم خرداد و هجده آبان و معروف به تئوریسین جریان اصلاحات است که در سال ۱۳۷۸ توسط سعید عسگر در مقابل شورای شهر تهران مورد سوءقصد قرار گرفت. وی از این ترور جان سالم به در برد، اما از آن پس زندگی را بر صندلی چرخدار می‌گذراند و دچار اختلالات شدید گفتاری شده‌است. عامل ترور که ۱۹ سال داشت به ۱۵ سال حبس محکوم شد با این حال این ترور برای او سابقهٔ کیفری هم محسوب نشد که اعتراض وکیل حجاریان را نیز به همراه داشت. او یک سال بعد از زندان آزاد شد. به گفتهٔ حجاریان، او یک بار دیگر نیز در سال ۱۳۶۰ مورد سوءقصد مجاهدین خلق قرار گرفته بود.

## دوران کودکی و جوانی
سعید حجاریان در سال ۱۳۳۳ در محله نازی‌آباد تهران به دنیا آمد. خانواده‌اش اهل کاشان بودند اما در نقل مکان به تهران در جوادیه تهران ساکن شدند. پدرش در ابتدا خیاط بود اما بعد به فرش فروشی روی آورد. به گفته خودش پدرش گرایش‌های سیاسی متفاوتی داشته و به جلسات گروه‌های مختلف می‌رفته‌است اوایل سراغِ دار و دسته منشی‌زاده و حزب سومکا رفته بوده که گرایش‌های ناسیونالیستی تند داشتند. یک مدت هم به باهماد آزادگان روی آورد که از نزدیکان کسروی بود، پدرش مذهبی بود و بعداً هم مصدقی شد. او و دو برادرش در مدرسه الهی تحصیل کردند. خانواده از لحاظ اقتصادی جزو طبقه متوسط سنتی بود. منزل آن‌ها دو طبقه بود و او و برادران‌اش در طبقه دوم زندگی می‌کردند.

## دوران دانشجویی
اولین جرقه‌های فکری و سیاسی از سال سوم دبیرستان با خواندن کتاب‌های آل احمد شروع شد. او می‌گوید «یک معلم توده‌ای داشتیم که به ما کتاب می‌داد؛ شروع کردم به کتاب خواندن، به واسطهٔ آن‌ها من ۲ سال قبل از کنکور می‌رفتم دانشکده فنی و از کتابخانه چپی‌ها و اسلامی‌های دانشکده فنی کتاب می‌گرفتم.»
حجاریان کم‌کم به دکتر شریعتی و مرتضی مطهری علاقه‌مند شد. در سال ۵۱ دیپلم گرفت و همان سال در کنکور سراسری با رتبه ۲ رقمی در رشته مکانیک دانشکده فنی قبول شد. هنوز علایق علوم انسانی در وی جدی نبود و بیشتر برای تأمین زندگی به مهندسی روی آورد. در دانشگاه هم اگر چه در رشته مکانیک درس می‌خواند؛ اما در کلاس‌های حمید عنایت و هما ناطق هم شرکت می‌کرد. کلاس‌های شفیعی و سیمین دانشور را هم می‌رفت تفسیر و اصول و فلسفه می‌خواند. بدایه و نهایه را هم پیش آقای اسدالله بیات زنجانی یادگرفت. در بدو ورود به دانشگاه چون پایه مذهبی داشت به انجمن اسلامی رفت و با جعفر علاقه‌مندان و دختر دکتر ریاضی هم دوره بود؛ آن زمان انجمن‌های اسلامی در مقایسه با چپی‌ها ضعیف بودند. سپس در سال ۵۶ به سربازی رفت و با رسته مهندسی، افسر وظیفه ژاندارمری شد. آن زمان خمینی دستور تخلیه پادگان‌ها را داده بود که وی فرار می‌کند و به کاشان پناه می‌برد و پس از اوج‌گیری انقلاب دوباره به تهران برمی‌گردد.
حجاریان در گفتگو با ماهنامه اندیشه پویا می‌گوید «برگشتم نازی‌آباد و بچه‌های محله‌مان را سازماندهی می‌کردم. البته چند سالی بود که خانه ما پایگاه شده بود در نازی‌آباد. بچه‌های نارمک یک گروه داشتند به نام مکتب علی که جلال گنجه‌ای به آن‌ها درس می‌داد جلال گنجه‌ای را گرفتند و بعد یک روحانی به نام همتی به آن‌ها درس می‌داد؛ که بعد از انقلاب نماینده خوزستان در خبرگان شد و خیلی طرفدار شریعتی بود. همتی را دعوت کردم خانه‌مان و بچه‌ها را جمع کردم و خانه خودمان جلسه هفتگی می‌گذاشتیم. فؤاد کریمی هم می‌آمد و عبدی و باقی و تقی محمدی و خلاصه همه بچه‌های نازی‌آباد و بچه‌های خزانه و یاخچی‌آباد و… می‌آمدند. به اسم تفسیر قرآن به بچه‌ها کتاب‌های شریعتی می‌دادیم و آن‌ها را سازماندهی می‌کردیم. عربی آموزش می‌دادیم. اعلامیه‌های امام خمینی را هم پخش می‌کردیم؛ اما اعلامیه گروه‌ها را پخش نمی‌کردیم، چون به گروه‌ها اعتماد نداشتیم.»

## بعد از انقلاب اسلامی
بعد از انقلاب ۵۷ به سربازی برمی‌گردد ابتدا به علت کمبود نیرو او را رئیس مهندسی ژاندارمری می‌کنند؛ اما بعد به کمیته نازی‌آباد، ستاد کل ارتش می‌رود. خودش دربارهٔ آن حوادث می‌گوید «در نازی‌آباد من مرجع بودم و در کمیته نازی‌آباد مردم مسائلشان را به من ارجاع می‌دادند مثلاً مردم کلی افغانی‌ها را گرفتند و آوردند کمیته ما این مسئله را حل کردیم. اسلحه دست مردم زیاد بود و شروع کردند به انتقام‌گیری و دعوا کلانتری نبود و کار ما شده بود راست و ریست کردن امور مردم. مادر من هم آمده بود و کمک می‌کرد و شده بود بازجو (باخنده) زنان بدکاره را می‌گرفتند و می‌آوردند آنجا و مادر من با آن‌ها صحبت می‌کرد. در ارتش هم کسانی را که مثلاً در حکومت نظامی مردم را کشته بودند شناسایی می‌کردیم و به دادگاه معرفی می‌کردیم.»
او در اواخر سال ۵۷ وارد اداره دوم (مرکز اطلاعات پرسنلی، نظامی، سیاسی و جاسوسی ارتش) می‌شود، آن زمان بیشتر تمرکز در آن اداره به روی جلوگیری از وقوع کودتا بود. وی در بیست و پنج سالگی حکم مسئولیت اداره دوم نیروی دریایی ارتش را از مهدی بازرگان می‌گیرد.

## کودتای نوژه
کودتای نافرجام نوژه یک حلقه از سلسله فعالیت‌ها علیه انقلاب اسلامی جهت براندازی نظام جمهوری اسلامی می‌باشد. در دی ماه ۱۳۵۸ هواداران شاپور بختیار سازمانی به نام «نقاب» را تشکیل دادند که هدف آن براندازی نظام جمهوری اسلامی از طریق کودتای نظامی بود. در طرح عملیات کودتای نظامی پایگاه شهید نوژه در ۶۰ کیلومتری همدان به عنوان کانون عملیات کودتا در نظر گرفته شده بود و قرار بود پس از تصرف پایگاه نوژه تیم‌های مختلف مراکز حساس تهران را بمباران و اشغال کنند. خانه آیت الله خمینی در جماران نخستین هدف و مرکز ثقل عملیات کودتا بود به همین جهت بیشترین هواپیماها و مهمات سنگینی برای این هدف در نظر گرفته شده بود. اهداف تعیین شده برای تسخیر پس از بمباران‌های هوایی عبارت بودند از صدا و سیما، فرودگاه مهرآباد، ستاد نیروی زمینی، ستاد ارتش جمهوری اسلامی، پادگان حر، پادگان قصر، پادگان جمشیدیه و زندان اوین.
آقای محمدی ری شهری، دادستان وقت ارتش در این خصوص می‌گوید: نزدیک غروب آفتاب روز ۱۷/۴/۱۳۵۹، آقای سعید حجاریان که با کمیته اداره دوم ارتش همکاری داشت به دفترم آمد و هیجان‌زده گفت کار خصوصی دارم. ظاهراً چند نفر در دفتر بودند، به من نزدیک شد و گفت: «امشب قرار است کودتا شود» بدین سان با پیگیری کودتا کشف و خنثی شد. سعید حجاریان در رابطه با اینکه چطور ازین کودتا مطلع شده، می‌گوید «توده‌ای‌ها اطلاع داده بودند اما آن‌ها بیشتر کار تبلیغاتی می‌کردند کاغذ می‌دادند به دفتر بازرگان و رجایی که جلوی کودتای آمریکایی را بگیرید بعضی وقت‌ها هم خبر می‌دادند که فلان کس روابط مشکوک دارد اما اطلاع دقیق نمی‌دادند. توده‌ای‌ها فقط از یک بخش کودتا که شاخه سیاسی‌اش بود و هدایت‌اش با نصرالله قادسی بود اطلاع داشتند. آن‌ها مثلاً در یکی از زیرشاخه‌ها منبع داشتند و اخبار جلسات آن‌ها را می‌دادند اطلاعات کامل نداشتند.» او در آن دوران مسئولیت مدیریت بازجویی‌ها بوده و بازجویی از ستوان ناصر رکنی را نیز برعهده داشته‌است.

## انفجار در دفتر نخست‌وزیری جمهوری اسلامی ایران
سعید حجاریان پس از تشکیل نخست‌وزیری، اداره دوم را ترک کرده به اطلاعات نخست‌وزیری می‌آید و همکار آقای خسرو تهرانی رئیس اطلاعات نخست‌وزیری می‌شود. در زمان تصدی این پست حجاریان، سید حسن نصرالله را چند روزی نیز در زندان نگه می‌دارد در شرح ماجرا می‌گوید: نخست‌وزیری یک دفتر در فرودگاه داشت؛ نهضت‌های آزادی‌بخش زیر نظر سید مهدی هاشمی بود. او و محمد منتظری بدون ویزا و پاسپورت آدم به ایران می‌آوردند تصور کنید که چند عرب بدون ویزا و پاسپورت از هواپیما وارد ایران شده‌اند طبیعی است که توسط دفتر نخست‌وزیری در فرودگاه مورد سؤال و جواب قرار بگیرند. از سیدحسن نصرالله هم بازجویی شده که چرا به ایران آمده؛ کنترل امنیتی فرودگاه بالاخره دست نخست‌وزیری بوده باید مشخص می‌شد که چرا یک فرد بدون ویزا آمده‌است و چون ورود غیرقانونی جرم است، بچه‌ها در فرودگاه بازجویی می‌کردند و بعد هم او را برده‌اند دو سه شب در یک ساختمان دیگر بازداشت کرده‌اند مسئله یک ماجرای اداری بود و جنبه سیاسی نداشت. در آخر سید مهدی هاشمی و بچه‌های سپاه آمدند و وساطت کردند و او را بردند.
اکبر هاشمی رفسنجانی رئیس وقت مجلس در خاطرات آن سال در کتاب «عبور از بحران» نوشته‌است: «ساعت سه بعدازظهر، هنگامی که عازم رفتن به جلسه علنی بودم، صدای انفجاری شنیدم. معلوم شد در نخست‌وزیری بوده. دود و آتش‌بلند شد. از پنجره دفترم نگاه کردم. گفتند اتاق جلسات دولت است. فوراً خبر رسید که جلسه شورای امنیت بوده و آقایان محمدعلی رجایی و محمدجواد باهنر هم حضور داشته‌اند. یک ربع بعد، بهزاد نبوی آمد که خودش در نخست‌وزیری بوده، سخت ناراحت و شوکه بود. گفت؛ آقایان باهنر و رجایی شهید شده‌اند و عده‌ای نجات یافته‌اند. رئیس شهربانی سرهنگ وحید، معاون ژاندارمری، سرهنگ ضیائی و معاون نیروی‌زمینی تیمسار شرفخواه و سرهنگ کتیبه مجروح و بستری شده بودند. یوسف کلاهدوز مسئول سپاه پاسداران و خسرو تهرانی سالم درآمده بودند. تهرانی کمی سوخته بود. در این بین اتهاماتی به بهزاد نبوی زده شد و سه سال بعد از این حادثه نبوی از اینکه برخی او را در ماجرای انفجار دفتر نخست‌وزیری مقصر می‌دانستند؛ گلایه مند بود. هاشمی رفسنجانی در کتاب خود در این باره نوشته‌است: اول شب، آقای بهزاد نبوی آمد. از این که آقای اسدالله لاجوردی دادستان انقلاب تهران، دوستانش را به خاطر تعقیب پرونده انفجار ساختمان نخست‌وزیری، بازداشت کرده‌است، سخت ناراحت و پریشان بود. معتقد بود خطی برخورد شده و می‌خواهند، خرده حساب‌های سیاسی را صاف کنند. گفتم خودتان در مجلس گفتید که این پرونده را تعقیب کنند و نامه نوشتید. قرار شد با شورای عالی قضائی صحبت شود که عادلانه برخورد کنند. آقای علی تهرانی کارمند نخست‌وزیری که از اول تاکنون بازداشت بوده‌است، مطالبی گفته که شک و تردید به وجود آمده‌است.
گذشت سال‌ها از آن انفجار، همچنان موضوع نقش نبوی در آن انفجار در هاله‌ای از ابهام است. سعید حجاریان نیز در اخیراً به بازخوانی این موضوع پرداخته بود.
حجاریان از نقش کشمیری در این حادثه سخن گفته و افزوده بود: «در ادامه ماجرای انفجار نخست‌وزیری دستگیری‌ها دو نوبت بود. یکسری را اول گرفتند و چند سال بعد که اصلاً ماجرا بسته شده بود دوباره عده‌ای را گرفتند. قوچکانلو و محسن سازگارا و علی تهرانی و کامران را دور اول و خسرو تهرانی و بیژن تاجیک و عده‌ای دیگر را دور دوم گرفتند. دور اول بیشتر بچه‌هایی را گرفتند که با بهزاد نبوی کار می‌کردند و جنازه را درست کرده بودند. دور دوم زمانی بود که آقای خوئینی‌ها دادستان شد و پرونده را دوباره به جریان انداخت. آقای خوئینی‌ها گفت که پرونده را می‌دهم دست خودشان که تا تهش بروند و معلوم شود که هیچی نیست و قضیه یک بار برای همیشه بسته شود. خسرو را گرفتند و من را هم می‌خواستند بگیرند. گفتند که بهزاد نبوی را هم باید بگیریم. خوئینی‌ها نگذاشت بهزاد را بگیرند و رفت و با امام صحبت کرد. برای آقای خوئینی‌ها مشخص شده بود که هدف گروه مقابل تسویه‌حساب است»

## تأسیس وزارت اطلاعات
اولین وزیر اطلاعات جمهوری اسلامی ایران، محمد محمدی ری‌شهری  بود. او را که به‌عنوان بنیانگذار وزارت اطلاعات به همراه سعید حجاریان می‌دانند بعدها منصب خود را در زمان دولت اول اکبر هاشمی رفسنجانی به علی فلاحیان داد. سعید حجاریان به سبب آشنایی با اسناد ساواک و موساد و ترکیه به عنوان طرح و برنامه و برای سازماندهی اطلاعاتی وارد وزارت اطلاعات شد و شروع به طراحی داخلی ساختار و طراحی نظام آموزشی وزارتخانه کرد. وی دربارهٔ چگونگی تأسیس وزارت اطلاعات می‌گوید: "من و بچه‌های سازمان اولین طرح تأسیس وزارت اطلاعات را تهیه کردیم. ایده این بود که نهادهای اطلاعاتی متفرق اند و باید جمع شوند و بشود یکجا آن‌ها را پاسخگو کرد سر این ماجرا با سه قوه دعوا شد، با سپاه درگیر شدیم.
لاجوردی خیلی از مان ناراحت بود که چرا دنبال وزارتخانه‌ایم به جای تابع رهبری بودن اطلاعات. خود امام هم حتی ناراحت شده بودند شهید محلاتی رفته بود پیش امام و گفته بود که می‌خواهند وزارتخانه درست کنند و اطلاعات هیچ جای دنیا وزارتخانه نیست من به سید احمد خمینی گفتم که اگر اطلاعات زیرنظر امام باشد همه اتفاقات آن به پای امام نوشته می‌شود و درست نیست. بالاخره امام و دیگران را راضی کردیم و طرح وزارتخانه شدن اطلاعات در مجلس رأی آورد. وزارتخانه خوب است به شرط این که مجلس واقعی وجود داشته باشد می‌توان وزیر را به پرسش کشید و استیضاح کرد نیت من خیر بود اما وقتی اطلاعات وزارتخانه شد، گفتند که بالاخره نقشه اش را پیاده کرد." هدف او برای وزارتخانه شدن اطلاعات پاسخ گو شدن به مجلس بود، وقتی عدم موفقیت این طرح را دید بعد از انتخاب هاشمی رفسنجانی از اطلاعات بیرون آمد. او در سال ۱۳۶۸ معاون سیاسی محمد موسوی خوئینی‌ها، رئیس مرکز تحقیقات استراتژیک ریاست جمهوری شد.

### جرقه توسعه و نوسازی سیاسی
تا آن زمان دو پروژه شروع شده بود که به نظر او نتیجه بخش نبودند یکی روشنفکری دینی که عبدالکریم سروش شروع کرده بود و دیگری هم توسعه اقتصادی که هاشمی رفسنجانی و تیم طبیبیان شروع کرده بودند. او اعتقاد داشت که بدون توجه به یک رفرم سیاسی هردوی این پروژه‌ها به لحاظ اجتماعی به بن‌بست می‌رسند و بدون توسعه سیاسی و دموکراسی نمی‌توان اصلاح دینی و اقتصادی کرد. حجاریان در دوره فراغت چپ از قدرت (پس از درگذشت خمینی) در سمت معاون سیاسی مرکز تحقیقات استراتژیک ریاست جمهوری پروژه دموکراتیزاسیون کشور را با عنوان «توسعه و نوسازی سیاسی» مورد تحقیق و بررسی قرار داد، گرچه سال‌ها بعد گفت آن مرکز برون داد نداشت و دلیلش را مخالفت هاشمی‌رفسنجانی با آن عنوان کرد: «به همراه بهزاد نبوی، محسن آرمین، هاشم آغاجری، عباس عبدی، علیرضا علوی‌تبار، حسین بشیریه و برخی دیگر از استادان دانشگاه روی این پروژه‌ها کار کردیم اما حاصل این کار چندان مورد استفاده مسوولان قرار نگرفت، به همین خاطر خودمان تصمیم گرفتیم که این پروژه را اجرا کنیم.» او برای رسیدن به نوسازی سیاسی در ایران به دنبال نقشه راهی بود لذا دوباره در آزمون کنکور شرکت کرد، دور اولی بود که بعد از انقلاب فرهنگی برای فوق لیسانس کنکور برگزار شد.
در سال ۱۳۷۲ با دفاع از پایان‌نامه‌ای با عنوان «موعودیت در انقلاب ایران و روسیه» زیر نظر حسین بشیریه فوق لیسانس و دکترای علوم سیاسی خود را در دانشکده حقوق و علوم سیاسی دانشگاه تهران گذراند.

## دوران اصلاحات
او که دارای سوابق امنیتی و اطلاعاتی بود و جزو مؤسسین وزارت اطلاعات به حساب می‌آید، پس از دوم خرداد ۱۳۷۶ در نخستین انتخابات شورای اسلامی شهر تهران به عنوان نایب رئیس به این شورا راه یافت و در عین حال سمت مشاور سیاسی رئیس‌جمهور وقت را نیز بر عهده داشت. همچنین مدتی نیز ریاست سازمان مطالعات استراتژیک در طی سالهای دهه ۷۰ را بر عهده داشت.
پس از ۱۹ آذر سال ۷۷ در گفتگو با روزنامه ایران نظراتش بیشتر مورد توجه قرار گرفت و راهبرد اصلی جبهه دوم خرداد را «فتح سنگر به سنگر تا رسیدن به سنگر فرماندهی» عنوان کرد، عضو دیگری از شورای مرکزی حزب مشارکت نیز در جلسه پرسش و پاسخ دانشجویان دانشگاه تهران، گفت: «ما به دنبال حاکمیت یکپارچه هستیم و فتح سنگر به سنگر تا رسیدن به سنگر فرماندهی را در دستور کار قرار داده‌ایم. ما برای فتح قوه قضائیه هم برنامه داریم، اما اولویت فعلی ما فتح مجلس ششم است.»
حجاریان با بیان این که دوم خرداد سنگر و جبهه مردم‌سالاری را تا حدود زیادی در خاک حریف به پیش برده‌است و در افق بالایی خط جبهه را ترسیم کرده‌است، گفت: «نخستین وظیفه ما مثل هر استراتژیست نظامی این است که با ایجاد سنگرهای مستحکم مانع تک و پیشروی حریف شویم و همچنین خطوط تدارکاتی، لجستیک و مواصلاتی را تقویت کنیم تا اجازه ندهیم به سنگرهایمان حمله شود. تنها سلاح در نبرد سیاسی، گرفتن کرسی در مجلس و دولت است». مدیرمسئول روزنامه مشارکتی صبح امروز همچنین پس‌از بیان لزوم ایجاد دوقطبی شدید در فضای کشور، راهبرد اصلی جبهه دوم خرداد را قرار دادن خط جبهه در آن سوی قوّه مجریه و حرکت به سوی قوّه مقننه اعلام کرد. لازم است ذکر شود که این مطالب در ویژه نامه نوروزی روزنامه دولتی ایران آمده‌است.

### اصلاحات
اصلاحات از کی و چگونه شروع شد؟ حجاریان در پاسخ به این پرسش، سهم کمی برای تلاش‌های خود در مرکز تحقیقات استراتژیک ریاست جمهوری قائل است: «اگر اصلاحات را چند بخش در نظر بگیریم، فرم نواندیشی دینی آن زودتر آغاز شده‌است و در واقع این بخش به اضطرار حکومت شروع کرد و دکتر سروش، استارت این نواندیشی دینی را زد. اصلاحات دینی را آغاز کرد. سپس اصلاح اقتصادی صورت گرفت. اصلاحات سیاسی با روزنامه سلام شروع شد.»

### بناپارتیسم، پایانپوپولیسم
تعبیری که حجاریان برای دوم خرداد بکار برد، «تثبیت کامل جمهوریت نظام اسلامی و گامی بلند در جهت نهادینه شدن مشارکت مردمی در سرنوشت خود و تادیه حق‌الناس» بود، اما در مقاله «عبرت‌های انتخابات» که دو هفته پس از دوم خرداد ۷۶ نوشت، نگرانی‌ای را مطرح کرد که تا امروز هم آن را تکرار می‌کند و آن ضعف جامعه مدنی است: «پیش‌بینی ناپذیر بودن و شگفتی آفرینی سیاسی در ایران کنونی هر چند که گاه ثمرات مبارکی را به دنبال دارد اما علی‌الاصول پدیده‌ای میمون نیست. ضعف نهادهای جامعه مدنی مهم‌ترین علت این وضعیت به‌شمار می‌رود و با سازماندهی هر چه گسترده مردم در این نهادها می‌توان رفتار سیاسی آنان را قابل پیش‌بینی نمود.» وی پیشنهاد داد قانونمندی و تقویت جامعه مدنی و نهادهای مربوط که در راس برنامه‌های سید محمد خاتمی بود در دستور کار دولتش نیز قرار گیرد و به گونه‌ای همه‌جانبه پیگیری شود.
حجاریان در سال ۱۳۷۷ هم از همین منظر شوراهای اسلامی شهر و روستا را سنگ زیربنای جمهوریت خواند و درحالیکه خود مشاور رئیس‌جمهور بود و نائب رئیس شورای شهر تهران شد، از دولت خواست بر فراز نهادهای جامعه مدنی شکل بگیرد و بر انبوهی از این نهادها بنا شود تا قدرت و ماندگاری یابد. حجاریان در مقطع انتخاب خاتمی تا ترور در اسفند ۷۸ و در حالیکه تئوریسین اصلاحات لقب گرفته بود چهار نظریه تقویت جامعه مدنی، حاکمیت دوگانه، فشار از پایین و چانه زنی از بالا و فتح سنگر به سنگر را مطرح کرد.

### ولایت فقیه
حجاریان در تابستان ۱۳۷۸ مقاله‌هایی با نام مستعار جهانگیر صالح‌پور در نقد نظریه فربه‌تر از ایدئولوژی عبدالکریم سروش، در مجله کیان نوشت. او معتقد بود ایدئولوژیک کردن دین نه تنها ممکن است که مطلوب نیز هست. او همچنین در نشریه کیان قرائت جدید طیف چپ را از ولایت فقیه و سیستم حکومتی وابسته به آن تشریح کرد و در مقالاتی که در هفته‌نامه عصر ماارگان سازمان مجاهدین انقلاب اسلامینوشت هم هشدار داد که از ولایت فقیه بد دفاع نکنیم: «ولایت مطلقه فقیه در آثار فقهی و سیاسی امام خمینی (ره) به معنای ولایت فقیه عامه فقیه بکار رفته و منظور از آن اختیارات رئیس حکومت در جمیع شئون حکومتی است، بنابراین واژه مطلقه در عبارت ولایت مطلقه فقیه به هیچ رو نباید به معنای مطلقیت سیاسی که در عرف سیاسی امروز استبداد معنا می‌دهد، فهمیده شود.»

### ترور
وی از سال ۱۳۷۷ دست به انتشار روزنامهٔ صبح امروز زد که در جریانات سیاسی آن روز نقش اطلاع‌رسانی عمده‌ای را بر عهده گرفت. ترور وی بعد از افشاگری‌هایی دربارهٔ قتل‌های زنجیره‌ای در این روزنامه صورت گرفت. در ۲۲ اسفند ۱۳۷۸ سعید عسگر در جلوی شهرداری تهران و هنگام ورود حجاریان به ساختمان شورای شهر او را مورد سوءقصد قرار داد. حجاریان پس انتقال به بیمارستان نجات یافت، اما این ترور وی را دچار مشکلات جسمانی فراوانی کرد. سعید عسگر پس از این ترور محاکمه و به ۱۵ سال زندان محکوم شد. همدست او که راننده موتورسیکلت حامل سعید عسگر بود به ۱۰ سال زندان محکوم شد. سعید عسگر پس از گذشت یک سال از زندان آزاد شد. گرچه پدر سعید عسگر در طی جریان رسیدگی اعلام کرد که آن شب فرزندش تا صبح در خانه بوده‌است و این امر این ظن را ایجاد کرد که مسئول حادثه غیر از وی باشد و نیروهای وزارت اطلاعات دست به این کار زده‌اند که با زنده ماندن سعید حجاریان مجبور به پیدا کردن افرادی شده‌اند که مسئولیت ترور را بپذیرند. ریاست این وزارت‌خانه در سال ۱۳۷۸ با علی یونسی بود. محسن رفیقدوست در مصاحبه‌ای، گفته‌بود که او سعید عسکر را به عنوان ضارب حجاریان به علی ربیعی -معاون پارلمانی وزیر اطلاعات وقت- معرفی کرده بود. به گفته رفیقدوست، سعید عسکر چند روز پیش‌تر ابوالقاسم شفیعی، از بازاریان تهران و مشاور کمیته‌ امداد را نیز ترور کرده بود.  برخی روزنامه‌های جناح راست همچون کیهان و رسالت، احمد حکیمی‌پور، عضو اصلاح‌طلب شورای شهر را با این استدلال که جناح چپ به دنبال مظلوم نمایی است، به دست داشتن در ترور سعید حجاریان متهم کردند. این مساله به بازداشت و بازجویی حکیمی‌پور انجامید ولی پس از به هوش آمدن حجاریان و بیان اظهارات او با این عنوان که پرونده ترور وی به انحراف می‌رود، حکیمی‌پور از اتهام تبرئه شده و آزاد گردید.  بنابر اعلام رسمی، مباشرین ترور سعید حجاریان ۵ نفر بودند. سعید عسگر که به حجاریان شلیک کرده بود. علی پورچالویی، همدست سعید عسگر که طلبه و از اعضای فعال بسیج شهرری که دارای باشگاه ورزش رزمی نیز بود. مهدی روغنی که طبق صورتجلسه مربوط به بازشماری آرای انتخابات مجلس ششم، نماینده هیات نظارت شورای نگهبان بود. محمدعلی ‏مقدمی که با دادن نامه‌ای به حجاریان، وی را جلوی ساختمان شورا متوقف ساخته بود و شخصی به نام صفر‏‎ مقصودی که به مباشرین سلاح فروخته بود. هاشمی رفسنجانی در خاطرات نهم فروردین ۱۳۷۹، از دیدار خود با حسین علایی، رییس وقت ستاد مشترک سپاه می‌نویسد که در آن علایی می‌گوید «با فردفرد متهمان ترور آقای [سعید] حجاریان، زمانی که در اختیار سپاه بودند، شخصا مصاحبه کرده است. همگی به نقش خود اعتراف دارند و از عمل خود دفاع می‌کنند و سه نفر آنها از لحاظ سیاسی، متمایل به جریان چپ هستند و در انتخاب‌های اخیر برای آنها تبلیغ کرده‌اند و با توجه به نقشی که یکی از آنها -[محمد علی] مقدمی- در کمک‌ به رساندن آقای حجاریان به بیمارستان داشته، تردید جدی در هدف اصلی آنها پیش آمده، ولی [آقای علی] یونسی وزیر اطلاعات، موافق با این نتیجه نیست و این احتمال را مطرح می‌کند که ضارب فرد دیگری هم باشد و می‌گوید بررسی‌های مقدماتی وزارت فرد دیگری را مورد توجه قرار داده که فعلا هم بازداشت است و می‌گوید، سپاه اینها را کشف نکرده، بلکه دو نفر از اینها، خودشان را معرفی کرده‌اند.» به علاوه در دیدار با امیر تهرانی، معاون پارلمانی وزارت اطلاعات، اعلام می‌شود که متهمان صریحا اعتراف کرده‌اند و سعید عسگر، انگیزه‌های خود را اشکالات عقیدتی و رفتاری حجاریان در تضعیف انقلاب و اسلام و روحانیت و امام و اهانت به اهل بیت پیغمبر اعلام نموده است. به علاوه امیر تهرانی اظهار نگرانی خود را از آنچه که وی اعمال غرض جناح چپ در تعقیب اهداف سیاسی آنهاست به رفسنجانی بیان نمود. تهرانی  در مورد یکی از مصاحبه‌های علی یونسی وزیر وقت اطلاعات می‌گوید که با وجود آنکه یونسی حرف‌های مورد نظر جناح چپ را گفته، جناح چپ از اینکه یونسی در آن مصاحبه متهمان ترور را فاقد وابستگی سیاسی و جناحی و عواملی خودسر معرفی کرده، از یونسی انتقاد دارند. 

### دوره دوم اصلاحات
حجاریان گرچه در انتخابات ریاست جمهوری سال ۸۰ سیاست خود را اتحاد و انتقاد به برنامه اصلاحات خاتمی عنوان کرد، اما گفت این انتقاد از خود است و اینکه جنبش دوم خرداد مولودی داشت به اسم دولت دوم خرداد، جنبش خیلی زود به نهاد تبدیل شد، نهاد دولت در دل این نهاد جنبش فرو نشست، جنبش فراموش شد و بجایش دولت نشست و کار دست بوروکرات‌های سابق افتاد. دو سال بعد اما شعار «اصلاحات مرد، زنده باد اصلاحات» را سر داد که از شعار تروتسکی «انقلاب مرد، زنده باد انقلاب» وام گرفته بود: «باید بازسازی در اصلاحات انجام دهیم. اصلاحات در اصلاحات بکنیم.»
وی در انتخابات ریاست جمهوری سال ۱۳۸۴ که منجر به انتخاب محمود احمدی‌نژاد گردید، از دکتر مصطفی معین نامزد جبهه مشارکت ایران اسلامی حمایت می‌کرد.

### تالیفات
اگرچه تعداد کتاب‌هایی که سعید حجاریان نوشته به چاپ رسانده اندک است اما همین کتاب‌ها نیز بازتاب‌های فراوانی در میان دیگر متفکران و روشنفکران ایرانی داشته‌است. در ادامه سه کتابی که به‌طور کامل توسط وی نگاشته شده‌است، معرفی می‌شوند.
° جمهوریت؛ افسون‌زدایی از قدرت / انتشارات طرح نو/ چاپ اول / ۱۳۷۹:
این کتاب مجموعه مقالاتی است که ۱۵ سال قبل حجاریان نگارش آن را برای نشریه «عصر ما» آغاز کرد. آیا اراده «جمهور» بر سرنوشت کشور تأثیری دارد؟ آیا نظام مشروعیت خود را از «جمهور» می‌گیرد؟ آیا «جمهور» حقی برگردن حاکمان دارد یا نه؟ «جمهوری اسلامی» چگونه حکومتی است؟ نسبت آن با آزادی چیست؟ و در ذهن و اندیشه بنیان‌گذار آنچه بوده‌است؟ پاسخ این پرسش‌ها را در کتاب «جمهوریت؛ افسون‌زدایی از قدرت» می‌توان یافت. حجاریان از خمینی نقل می‌کند: «ما خواهان استقرار جمهوری اسلامی هستیم و آن حکومتی است متکی به آرای مردم». حجاریان همچنین سخنی از مرتضی مطهری را نقل می‌کند: «کلمه جمهوری شکل حکومت پیشنهاد شده را مشخص می‌کند و کلمه اسلامی محتوای آن را… جمهوری اسلامی یعنی حکومتی که شکل آن انتخاب رئیس حکومت از سوی عامه است برای مدت موقت و محتوای آن اسلامی». او معتقد است که اسلامیت نظام تنها در سایه‌سار جمهوریت تحقق می‌یابد و می‌آورد: «اگر بپذیریم که اسلام دین عدالت است و اگر بپذیریم که عدالت عبارت است از اعطای حق هر صاحب حقی، آنگاه اگر ملتی رشید و صاحب حق تعیین سرنوشت نتواند از طرق قانونی این حقوق را احقاق کند، آن قانون اسلامی نخواهد بود. به عبارت دیگر، نظام سیاسی ایران بعد از انقلاب اگر جمهوری نباشد، اسلامی هم نخواهد بود.»
° تاوان اصلاحات / انتشارات ذکر / چاپ اول / ۱۳۷۹:
این کتاب مجموعه‌ای از مقالات و مصاحبه‌هایی است که سعید حجاریان در سال‌های ۱۳۷۸ و ۱۳۷۹ انجام داده‌است. مقاله‌های کتاب بر محور توسعه قرار دارد؛ جنبه‌های مختلف توسعه از قبیل توسعه سیاسی و توسعه اقتصادی. همچنین در برخی از مقالات به مقوله‌های روشنفکری و خصوصاً روشنفکری دینی می‌پردازد. البته همان‌طور که حجاریان نیز اشاره می‌کند بسیاری از مباحث مطرح شده در حد گشایش باب است تا صاحبنظران بتوانند نظرات خود را پیرامون مسائل مطرح شده بیان کنند. با توجه به زمان نشر این مقالات و تحولی که در جامعه و پس از دوم خرداد ۱۳۷۶ صورت گرفته بود نظریه‌پردازان اصلاحات به دنبال مبانی نظری محکمی برای جنبش دوم خرداد بودند؛ در این مقاله سه نوع گفتمان؛ گفتمان تصعید، گفتمان تکامل و گفتمان توسعه مورد بررسی قرار گرفته‌است.
° از شاهد قدسی تا شاهد بازاری /انتشارات طرح نو /چاپ اول / ۱۳۸۰:
عرفی شدن فقه شیعی از جمله بحث‌هایی است که امروز نزدیک به دو دهه از انتشار آن در مجله «کیان» می‌گذرد. سعید حجاریان از جمله نویسندگانی بود که در سلسله مقالاتی در این‌باره پرداخته بود. مقالاتی که در همان زمان انتقاداتی را نیز در پی داشت. بخشی از آن مباحث در کتاب از شاهد قدسی تا شاهد بازاری آمده‌است. چهار مقاله‌ای که در این کتاب آمده مربوط به سال‌های ۷۳، ۷۴ و ۷۸هستند. می‌توان این کتاب را در دستگاه فکری جای داد که از آن به‌عنوان جامعه‌شناسی فقه نام می‌برند.
° شاه در شطرنج رندان /انتشارات نگاه معاصر /چاپ اول / ۱۳۹۸:
این کتاب مقالات وی را در حوزۀ مسائل دموکراسی و توسعه در ایران شامل می‌شود.

## پس از انتخابات ریاست جمهوری ۱۳۸۸

### دستگیری

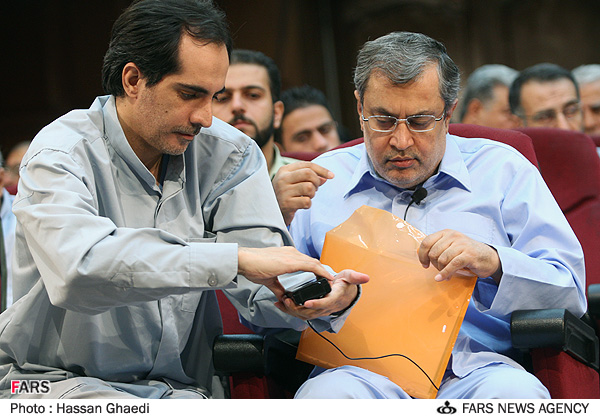
از راست: حجاریان و سعید شریعتی در دادگاه متهمان به کودتای مخملی

او از جمله صدها تن از فعالان سیاسی بود که در جریانات مربوط به رویدادهای پس از اعلام نتایج انتخابات ریاست جمهوری ایران (۱۳۸۸) بازداشت و روانهٔ زندان اوین شد. وی در تاریخ ۱۹ خرداد ۸۸ چند روز پیش از انتخابات بازداشت شد و در تاریخ ۱۴ تیر از زندان به بیمارستان منتقل شد. در تیر ماه ۸۸ پسر او مصطفی حجاریان نیز برای چندی بازداشت شد. وی در صبح روز چهارشنبه مصادف با ۸ مهر همان سال پس از گذراندن ۳ ماه زندان آزاد شد.
پس از آن که خامنه‌ای، رهبر جمهوری اسلامی، اعترافات بازداشت‌شدگان پس از انتخابات را قابل اتکا و «مسموع» دانست و از پخش تلویزیونی آن نیز در نماز جمعه حمایت کرد، برنامه‌ای از سیمای جمهوری اسلامی پخش شد که در آن سه چهره اصلاح‌طلب، سعید حجاریان، سعید شریعتی و محمد عطریانفر، به انتقاد از دیدگاه‌های سیاسی خود پرداختند و علوم انسانی را همانند رهبر جمهوری اسلامی به چالش کشیدند. رهبر جمهوری اسلامی پیشتر تحصیل دو میلیون دانشجو در رشته‌های علوم انسانی را نگران‌کننده خوانده و این علوم را سبب‌ساز شبهه در مبانی اسلام و جمهوری اسلامی دانسته بود. برنامه تلویزیونی که تحت عنوان «آسیب‌شناسی نظری حوادث پس از انتخابات»» با حضور سعید حجاریان پخش شد، با اتهامات دادستان به متهمان دادگاه‌های «کودتای مخملی» هم‌خوانی داشت.
خامنه‌ای در نماز عید فطر در واکنش به انتقادهای صورت گرفته از پخش اعتراف‌های تلویزیونی و محاکمات موسوم به «کودتای مخملی» گفته بود: «متهم هر چه دربارهٔ خود بگوید در دادگاه، این حجت است؛ این که بگویند اگر در دادگاه اعترافی کرد علیه خودش، این حرف مهملی است؛ حرف بی‌ارزشی است.» در همین هنگام شماری از مراجع برجسته شیعه و از جمله حسینعلی منتظری، یوسف صانعی و بیات زنجانی اقرارهای متهمان رویدادهای پس از انتخابات را «فاقد وجاهت قانونی و شرعی» دانسته و برگزاری محاکمات اخیر را محکوم کردند. منتظری در پاسخ به نامه میرحسین موسوی تصریح کرد که اقرار متهمان محاکمات اخیر علیه خودشان در صورتی که تحت فشار گرفته شود غیرشرعی و غیرقانونی است.

### تقلب و تخلف در انتخابات ۱۳۸۸
سعید حجاریان در اوت ۲۰۱۳ در گفتگویی اعلام کرد که آنچه در جریان انتخابات ۱۳۸۸ در ایران رخ داده نه تقلب و نه تخلف بلکه «تدلیس سیستماتیک» بوده‌است. حجاریان در توضیح تدلیس سیستماتیک گفته‌است: "در چهار سال دور اول ریاست جمهوری به علاوه دوره شهرداری، آقای احمدی‌نژاد چقدر از بیت المال برای رای آوردن، تدلیس کرده‌است؟"
تدلیس در لغت به معنای پنهان کردن عیب است و در اصطلاح فقهی و حقوقی یکی از مصادیق غش در معامله (خیانت و ریا درداد و ستد) است. در صورت اثبات تدلیس، این اقدام می‌تواند باعث فسخ یا به هم خوردن معامله شود.

## نافرمانی مدنی
سعید حجاریان در گفتگو با سایت مشرق نو پافشاری بر سیاست‌های انتخاباتی را زیر سؤال برد و راهبردهای بدیل همچون نافرمانی مدنی را از اقدامات اصلاح‌طلبانه قلمداد کرد. حجاریان پس از این گفتگو مورد هجمه رسانه‌ها قرار گرفت و به وی انتقاداتی وارد کردند.

## اتهامات

### نقض حقوق بشر
وی به نقض حقوق بشر، متهم است.